# Dólgoie (Gubkin)
|  | Per a altres significats, vegeu «Dólgoie». |

Dólgoie - Долгое (rus) - és un poble de l'óblast de Bélgorod, a Rússia. El 2016 tenia 396 habitants. Pertany al districte (raion) de Gubkin.